# Estadio Widzew Łódź
El Estadio Widzew Łódź (en polaco:Stadion Widzewa Łódź) es un estadio de fútbol ubicado en la ciudad de Łódź, Polonia. El estadio fue inaugurado en 1930 con una capacidad para 10 500 personas y fue demolido a principios de 2015 para ser reconstruido totalmente. El nuevo recinto fue reinaugurado el 3 de febrero de 2017 y posee una capacidad para 18 018 espectadores. El estadio es sede del club Widzew Łódź, de la liga polaca de fútbol.
El Stadion Widzewa fue una de las seis sedes de la Copa Mundial de Fútbol Sub-20 de 2019 en donde albergó entre otros el partido inaugural y la final del torneo.

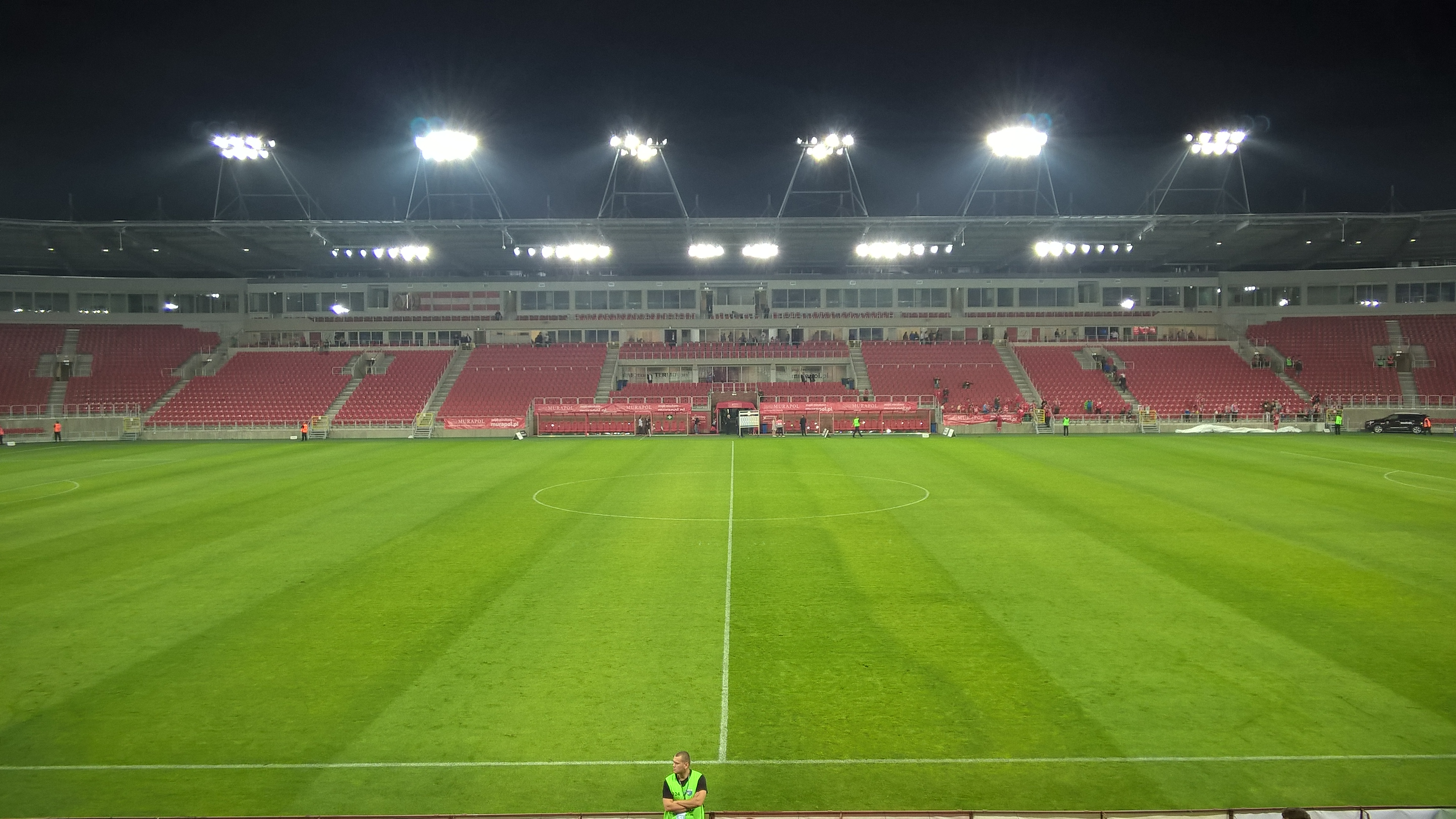
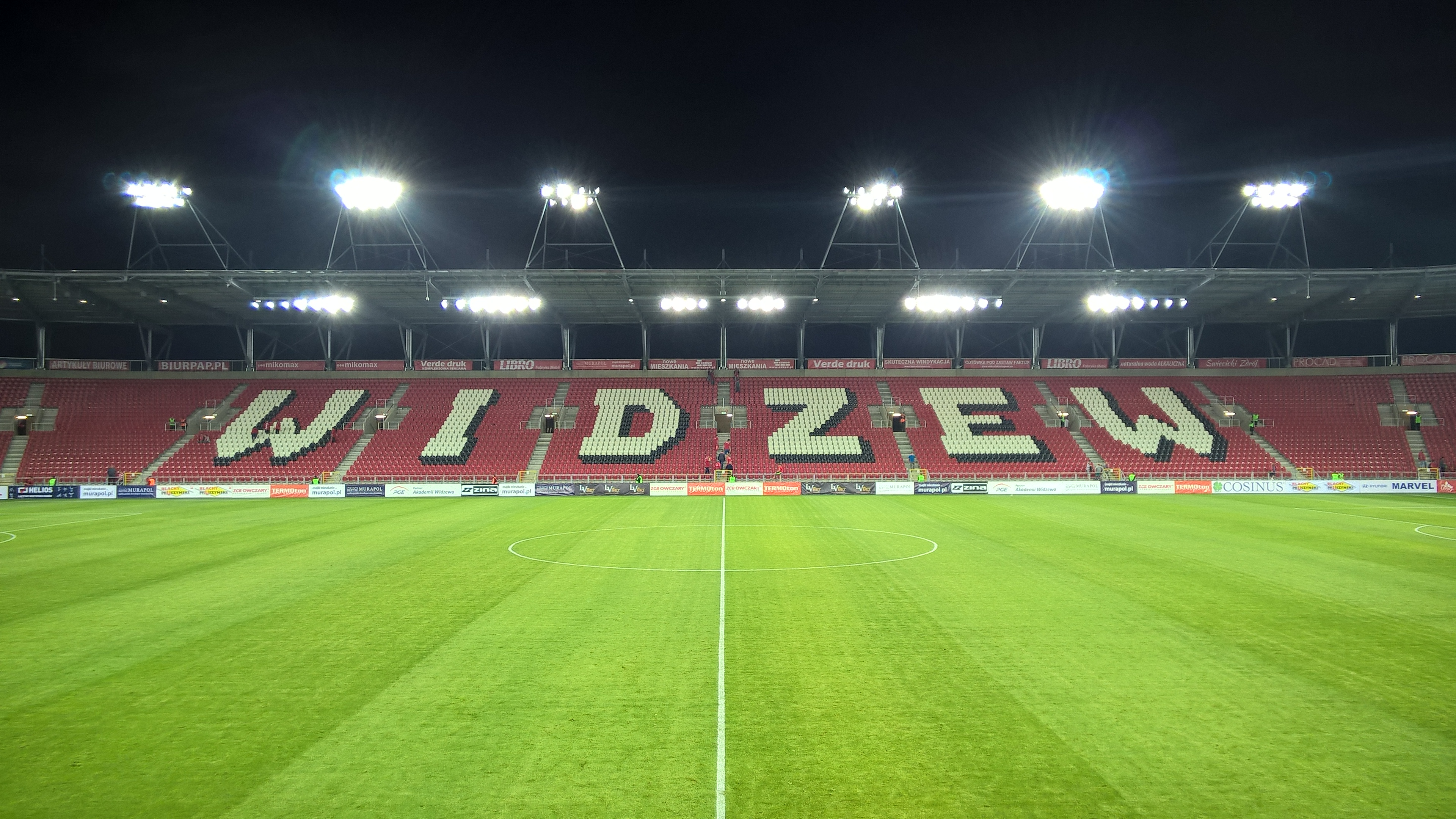